# Necronomicon
Necronomicon – fikcyjna księga wymyślona przez Howarda Phillipsa Lovecrafta na potrzeby jego opowiadań. Jej nazwa pojawia się po raz pierwszy w napisanym w 1922 roku opowiadaniu Ogar (The Hound).

## NecronomiconLovecrafta
W opowiadaniach Lovecrafta Necronomicon jest mroczną księgą zawierającą niebezpieczną, zakazaną wiedzę tajemną i odniesienia do Wielkich Przedwiecznych.
W napisanym w 1927 roku krótkim opowiadaniu Historia „Necronomiconu” (History of the „Necronomicon”) Lovecraft przedstawił stworzoną przez siebie historię tego dzieła. Z opowiadania tego dowiadujemy się, że księgę tę napisał ok. 730 roku w Damaszku „szalony Arab” Abdul Alhazred, nadając jej tytuł Al Azif. W 950 roku w Konstantynopolu tłumaczenia Al Azif z języka arabskiego na grekę dokonał Theodorus Philetas, który nadał tej księdze grecki tytuł Necronomicon. Wiek później, w 1050 roku, kopie Necronomiconu rozkazał spalić Michał, patriarcha Konstantynopola. W 1228 roku przekładu księgi z greki na łacinę dokonał Olaus Wormius. Już w cztery lata później, w 1232 roku, papież Grzegorz IX rozkazał wpisać grecki i łaciński przekład Necronomiconu do Indeksu ksiąg zakazanych (Index Expurgatorius). Arabski, oryginalny tekst Necronomiconu, uważany był już wówczas za zaginiony. Grecki przekład księgi ukazał się drukiem we Włoszech w XVI wieku, a przekład łaciński w Niemczech w XV wieku i w Hiszpanii w XVII wieku. W XVI wieku Necronomicon z łaciny na język angielski przetłumaczył John Dee. Tłumaczenie to nigdy jednak nie ukazało się drukiem, a z oryginalnego manuskryptu zachowały się jedynie fragmenty. W 1692 roku, w trakcie procesu czarownic w Salem, miała ulec zniszczeniu ostatnia znana kopia Necronomiconu w języku greckim. Do początku XX wieku przetrwały tylko nieliczne łacińskie kopie Necronomiconu. Po jednej takiej kopii posiadać miały: Muzeum Brytyjskie (kopia z XV wieku), Biblioteka Narodowa Francji (kopia z XVII wieku), Uniwersytet Harvarda (kopia z XVII wieku), Uniwersytet Miskatonic (kopia z XVII wieku) i Uniwersytet Buenos Aires. Pewna liczba kopii znajdować się też miała w rękach prywatnych.
Pomimo częstych wzmianek o Necronomiconie w opowiadaniach Lovecrafta, bardzo mało tak naprawdę wiadomo o zawartości tej księgi, a sam pisarz bardzo rzadko przytacza jej fragmenty. Najbardziej znanym cytatem z Necronomiconu, przytoczonym w opowiadaniach Zapomniane miasto (The Nameless City) i Zew Cthulhu (The Call of Cthulhu), jest słynny „niewyjaśniony dwuwiersz”:
„Nie jest wcale martwym to, co drzemie wiekami,
Nawet śmierć umiera z dziwnymi eonami”
Z kolei najobszerniejszy fragment z Necronomiconu zacytowany został w Koszmarze w Dunwich (The Dunwich Horror):
„Nie należy sądzić..., że człowiek jest najstarszym i ostatnim władcą na ziemi albo że zwykła masa życia i substancji to wszystko, co istnieje na tym świecie. Dawne Istoty były, są i będą zawsze. Nie w znanych nam przestrzeniach, ale pomiędzy nimi. Spokojne, takie same jak za pierwotnych czasów, bezwymiarowe, istnieją, choć są dla nas niewidzialne. Yog-Sothoth zna bramę. Yog-Sothoth jest właśnie bramą. Yog-Sothoth jest kluczem i strażnikiem tej bramy. Przeszłość, teraźniejszość i przyszłość skupiają się w Yog-Sothocie. On wie, skąd Dawne Istoty przedostały się w przeszłość, wie też, gdzie się przedostaną w przyszłość. Zna też miejsca na ziemi, po których krążyły, po których wciąż krążą, i wie, dlaczego nikt Ich dostrzec nie może. Po Ich zapachu ludzie mogą czasami wyczuć Ich bliskość, ale nie są w stanie nawet wyobrazić sobie Ich wyglądu, choć niektóre z tych Istot zostały zrodzone wśród ludzi. A jest Ich wiele rodzajów, niektóre różne zupełnie od ludzkiego wizerunku, nie posiadające wzroku ani ciała. Krążą niewidzialne i ohydne w bezludnych miejscach, w których kiedyś wypowiedziane zostały słowa i odbyły się rytualne obrzędy w odpowiednim dla nich czasie. Wiatr szemrze w rytm Ich głosów, a ziemia szepcze, świadoma Ich obecności. Łamią lasy, niszczą miasta, ale niechaj lasy ani miasta nie dostrzegają ręki, która je smaga. Widziało Ich Kadath na mroźnym pustkowiu, ale kto spośród ludzi zna Kadath? Na lodowatej pustyni Południa i zatopionych wyspach Oceanu znajdują się kamienie, na których wyryte są Ich pieczęcie, ktoż jednak oglądał kiedykolwiek okryte głębokim lodem miasta albo zamkniętą wieżę ozdobioną girlandami wodorostów i skorupiaków? Wielki Cthulhu jest Ich kuzynem, a i on tylko niekiedy może je wypatrzyć. Iä! Shub-Niggurath! Poznacie Je jako ohydę. Ich dłoń jest przy waszych gardłach, a mimo to nie widzicie Ich. Domostwo Ich jest nawet na dobrze strzeżonym progu waszego domu. Yog-Sothoth jest kluczem do bramy, tam gdzie spotykają się ciała niebieskie. Człowiek rządzi teraz tam, gdzie niegdyś rządziły One; wkrótce One będą rządzić tam, gdzie rządzi teraz człowiek. Po lecie jest zima, po zimie lato. Czekają cierpliwie, potężne, bo znowu tutaj zapanują”
Jeszcze za życia Lovecrafta wielu czytelników jego opowiadań było przekonanych, że Necronomicon był rzeczywistą, istniejącą naprawdę księgą. Z zachowanych listów tego pisarza wynika, iż wielokrotnie musiał on wyjaśniać, iż zarówno księga, jak i postać jej autora, Abdula Alhazreda, zostały przez niego wymyślone.

## InneNecronomicony

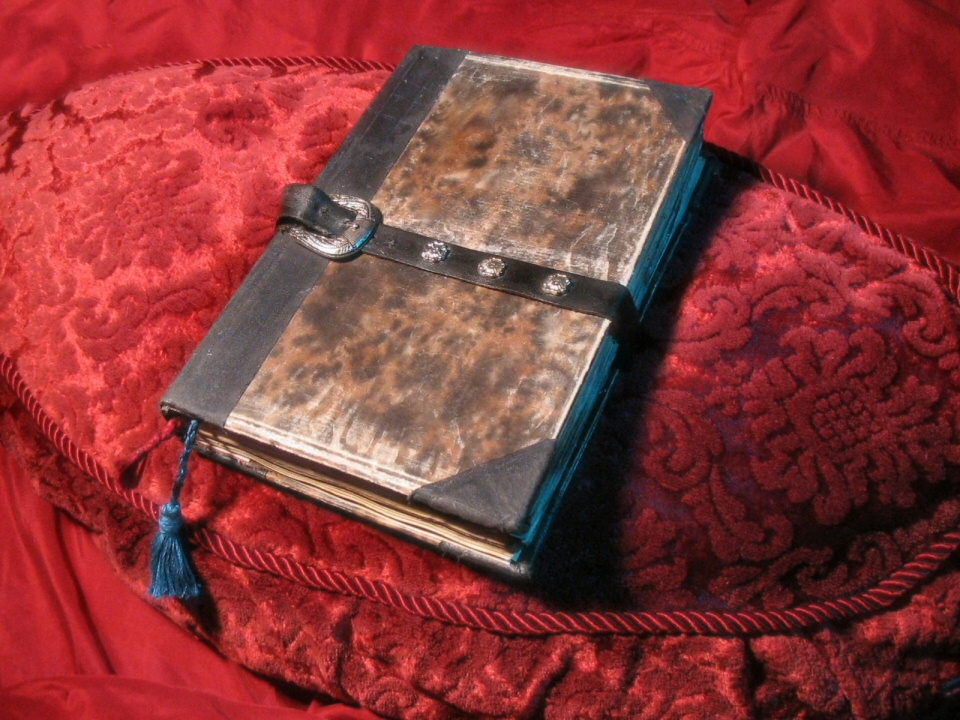
Artystyczne wyobrażenie Necronomiconu

Na fali popularności stworzonych przez Lovecrafta legend, opublikowano kilkanaście fikcyjnych Necronomiconów, jednakże prawie wszystkie z nich traktowane są w kategorii żartu.
Autorem jednego z nich jest L. Sprague de Camp, biograf Lovecrafta i pisarz science-fiction, który przedstawił historię odnalezionego w Iraku tajemniczego manuskryptu, wywiezionego następnie do USA.
Najwięcej kontrowersji wzbudził wydany pod koniec lat siedemdziesiątych XX wieku Necronomicon autorstwa osoby ukrywającej się pod pseudonimem Simon, rzekomo stanowiący tłumaczenie na język angielski autentycznej starogreckiej księgi. Brakuje jednak jakichkolwiek dowodów na autentyczność księgi, która w rzeczywistości jest mieszaniną różnych dostępnych tłumaczeń mitów i magicznych tekstów z Mezopotamii. Autor miesza ze sobą teksty sumeryjskie, akadyjskie, babilońskie i asyryjskie, a tam, gdzie nazwy bóstw są niejasne, umieszcza nazwy z mitów Cthulhu. Simon stara się także pokazać zadziwiające, według niego, podobieństwo między mitologią Lovecrafta a systemem magicznym Aleistera Crowleya.
Oprócz tego opublikowano jeszcze kilka innych Necronomiconów, traktowanych jednak jako żart, w dużej mierze stanowiących syntezę z księgi Simona.

## Necronomiconw popkulturze

### Literatura
- W książce Roberta Sheckleya Królestwo bogów pojawia się Necrotelecomunicon – księga zawierająca zbiór zaklęć do kontaktów z bogami.
- W Trylogii husyckiej (Narrenturm, Boży bojownicy, Lux perpetua) Andrzeja Sapkowskiego pojawiają się wzmianki o Necronomiconie jako księdze czarnoksięskiej. Księga pojawia się także w opowiadaniu Tandaradei!, gdzie jej tytuł w polskim przekładzie brzmi Źwerzcyadło Maggi Czarney Bissurmańskiey, zaś jako jej autor wymieniony został niejaki Abdul z Hazredu.
- W opowiadaniu Jacka Piekary Robaczek świętojański ze zbioru Arivald z Wybrzeża pojawia się parodia Necronomiconu – Necromanticon.
- W książce Andrzeja Pilipiuka Wampir z M-3 jako źródło wiedzy wampirów.
- W książkach Terry’ego Pratchetta pojawia się parodia Necronomiconu – Necrotelicomnicon.
- W opowiadaniach Stephena Kinga Wiem, czego ci potrzeba ze zbioru Nocna zmiana i Przebudzenie przewija się tajemnicza księga magiczna Necronomicon.
- W opowiadaniu Joanne Harris pt. Gastronomikon ze zbioru W tańcu bohaterka dostaje od swojej teściowej rodzinną pamiątkę – książkę kucharską, w której zapisane są przepisy wywołujące podczas gotowania różne dziwne efekty oraz istoty. Zarówno tytuł opowiadania, jak i styl, w którym jest ono napisane, nawiązuje do twórczości Lovecrafta i w inteligentny sposób parodiuje go.
- W napisanej wspólnie przez Siergieja Łukjanienkę i Władimira Wasiliewa powieści fantasy Dzienny Patrol Ciemny Mag Edgar szuka informacji na temat nekromancji w Necronomiconie.
- Do nazwy Necronomicon odnosi się Neal Stephenson w tytule powieści Cryptonomicon.
- Patricio Sturlese osnową swojej powieści „Inkwizytor” czyni poszukiwania „Necronomiconu” przez Świętą Inkwizycję, członków masonerii oraz mrocznej sekty czcicieli Szatana.
- W powieści Dana Abnetta „Xenos” Necronomicon jest starożytną księgą zawierającą demoniczną wiedzę na temat chaosu, zostaje ostatecznie zniszczony przez inkwizytora Gregora Eisenhorna.

### Film
- W filmie Babylon A.D. Vin Diesel ma symbol Necronomiconu na szyi.
- W filmie Necronomicon (1994) przedstawiono Lovecrafta poszukującego tytułowej księgi
- W trylogii Martwe zło pojawia się wątek Księgi umarłych (w pierwszej części nazywanej Naturan demantos, w następnych Necronomicon ex mortis) jako magicznej księgi, za pomocą której bohaterowie niechcący przywracają do życia śpiące demony. W trzeciej części trylogii, Armii ciemności, Necronomicon zostaje sparodiowany.
- Księga jest głównym tematem serialu „Ash kontra Martwe Zło” (który jest kontynuacją wspomnianej trylogii „Martwe Zło”).
- Necronomicon pojawia się w filmie Nawiedzony pałac (1963) na podstawie opowiadania Edgara Allana Poego pod tym samym tytułem oraz opowiadania Lovecrafta Przypadek Charlesa Dextera Warda.
- Wątek tajemniczej księgi pojawia się w anime hentai Kuro no danshō (Mystery of the Necronomicon).
- W serialu Simpsonowie w odcinku Brawl in the Family Bob Dole czyta fragment Necronomiconu podczas zebrania partii republikańskiej.
- W Nocy żywych kretynów księga jest źródłem tajemnej magii.
- W Kostnicy Tobe’a Hoopera na drzwiach tytułowej kostnicy widnieje napis That which is dead... can not eternal lie, with strange eons... even death may die. Słowo not stoi w innym miejscu niż w oryginalnym cytacie, co zmienia sens na To, co jest martwe, nie może spoczywać wiekami. Nie wiadomo, czy to celowa parafraza, czy pomyłka, jednakże w polskiej wersji owo zdanie przetłumaczono jak u Lovecrafta – Nie jest umarłym ten, który spoczywa wiekami.
- W filmie Ósma plaga więzień odpowiedzialny za wybuch zamieszek w więzieniu czytał zaklęcia ze „starożytnej księgi umarłych”.
- W dziewiątej części serii Piątek, trzynastego Stephen odwiedzając dom Voorheesów, znajduje księgę leżącą na biurku. Wprawdzie nie zostaje wymieniona nazwa Necronomicon, jednak okładka i wnętrze księgi jest identyczne jak w trylogii Martwe zło. Pojawienie się księgi związane jest ze słowami matki Jasona, która wielokrotnie, w poprzednich częściach, mówiła mu, że dzięki niej nigdy nie umrze.
- W 316. odcinku Świata według Kiepskich jest opowiedziana historia jednego z demonów, o którym wspomina Necronomicon.
- W jednym z odcinków serialu Dr House (sezon 6 odcinek 17, pt. „Knight’s Fall”) Trzynastka i Chase przeszukujący dom chorego znajdują w jego domu księgę, na okładce której był napis NECRONOMICON i piktogram gwiazdy pięcioramiennej w okręgu.
- W 14. sezonie serialu animowanego SouthPark (Miasteczko SouthPark) w odcinkach 12. „Mysterion Rises” i 13. „Coon vs Conn & Friends” dno oceanu zostaje przewiercone przez BP – Oil Company, co powoduje przebudzenie Cthulhu.
- W serialu „Funboy i Chum-Chum” jeden z przyjaciół głównych bohaterów – Kyle „Czarodziej” jest w posiadaniu Necronomiconu, z którym często rozmawia.
- W kreskówce „Randy Cunningham: Nastoletni Ninja” główny bohater posiada starożytną księgę wiedzy ninja – Ninjanomicon.

### Komiks
- Necronomicon i Abdul al-Hazred pojawiają się w polskim undergroundowym komiksie Wampiurs Wars Jana Platy-Przechlewskiego, gdzie zostali dość swobodnie sparodiowani.
- Księgę opisaną jako Nekronomicon można też dostrzec w jednym z tomów Kaznodziei w bibliotece wampira
- Nekronomicon pojawia się w jednej z ksiąg Giganta, w której główną rolę odgrywają postaci Disneya (Myszka Miki, Kaczor Donald).
- W komiksie "Marvel Zombies vs. Army of Darkness Nekronomicon nadal prześladuje Ashleya Williamsa, tym razem w uniwersum Marvela.
- W Freddy vs. Jason vs. Ash Freddy Krueger usiłuje zdobyć Nekronomicon za pomocą Jasona Voorheesa by wrócić do życia.

### Muzyka
- W utworze The Thing That Should Not Be Metalliki pojawiają się słowa That is not dead which can eternal lie. After strange aeons even death may die. Wyczytać można je również na nagrobku powstającego z martwych Eddiego na okładce albumu Live After Death Iron Maiden. Odwołania do twórczości Lovecrafta pojawiają się także w innych utworach Metalliki – The Call of Ktulu, Trapped Under Ice i All Nightmare Long.
- Istnieje niemiecki zespół o nazwie Necronomicon. Styl muzyki jaką wykonuje określa się mianem krautrock/psychedelic rock.
- Darkambientowy zespół Nox Arcana wydał płytę pod tytułem Necronomicon. Utwory traktują o mitologii Cthulhu.
- Poznański raper Słoń (WSRH, DEMONOLOGIA, Brain Dead Familia) w swoich utworach nieraz wspomina o Necronomiconie lub o Lovecrafcie.

### Malarstwo
- Nazwy Necronomicon użył szwajcarski artysta H.R. Giger do nazwania serii swych obrazów oraz dwóch albumów ze swymi pracami.

### Gry
- Powstała gra przygodowa Necronomicon: Świt ciemności (Necronomicon: The Dawning of Darkness, 2001) firmy Wanadoo na podstawie twórczości H.P. Lovecrafta, w której gracz wciela się w człowieka, który musi odnaleźć źródło dziwnego zachowania przyjaciela, zmierzając się z demonami i wędrując przez najciemniejsze piwnice.
- W grze Max Payne (2001) odnajdujemy Necronomicon na stole w nocnym klubie „Ragna Rock”.
- W dodatkowym scenariuszu Defense of the Ancients do gry RTS Warcraft III: Reign of Chaos (2002) Necronomicon to księga do przyzywania dodatkowych jednostek (Necronomicon Warrior).
- W grze League of Legends (2009) jednym z przedmiotów jest Morellonomicon. Morello to pseudonim jednego z projektantów gry.
- Gra Eternal Darkness: Sanity's Requiem (2002) na konsolę GameCube mocno nawiązuje do twórczości H.P. Lovecrafta. Użyty w niej został motyw Necronomiconu (pod nazwą „The Tome of Eternal Darkness”).
- Gra Blood (1997) nawiązuje do twórczości H.P. Lovecrafta. Użyty w niej został cytat z Necronomiconu (Jeden z rozdziałów ma nazwę „Even death may die”).
- W grze Team Fortress 2 (2007) istnieje przedmiot o właściwościach kosmetycznych, Bombinomicon. Jest to nawiązanie do Necronomiconu.
- W grze The Binding Of Isaac (2011) zrobionej przez Edmunda McMillena można znaleźć obiekt o nazwie Necronomicon. Użyty zadaje obrażenia przeciwnikom.
- W grze Fable III (2010) występuje trofeum za wykonanie jednej z misji pobocznych, którym jest Necronomicon.
- W karcianej parodii gier RPG Munchkin występuje oparta na Necronomiconie księga zaklęć Munchkinomicon.
- W grze Spelunky (2013) Necronomicon jest wymagany by dostać się do Piekła (Hell).
- W grze Wiedźmin 3: Dziki Gon (2015) można ją nabyć w księgarni na rynku w Novigradzie.
- W grze Kingdom Come: Deliverance (2018), w jednym z zadań pobocznych, gracz musi wykraść egzemplarz Necronomicona ze zbioru zakazanych ksiąg biblioteki klasztornej. Zaklęcia z księgi mają posłużyć do przegnania zjawy z nawiedzonego domu.
- W grze Hearthstone (2014), po wydawaniu dodatku Przedwieczni Bogowie, pojawia się postać c’thuna, yogg sarona, jak i wielu nawiązań do Lovecrafta.
- W grze The Binding of Isaac: Rebirth istnieje przedmiot o nazwie „The Necronomicon”. Książka po użyciu zadaje 40 obrażeń każdemu wrogowi w pokoju.